# Subregió d'Istanbul
La subregió d'Istanbul (TR10) és una de les 26 subregions estadístiques de Turquia. La regió d'Istanbul, la subregió d'Istanbul i la província d'Istanbul són exactament iguals.

## Regions de tercer grau (províncies)
- Província d'Istanbul (TR100)